# مجتبی گلیج
مجتبی گلیج (زادهٔ ۳ بهمن ۱۳۷۵) کشتی‌گیر ایرانی در دستهٔ ۹۷ کیلوگرم کشتی آزاد است.  

## فعالیت حرفه‌ای ورزشی

### بازی‌های داخل سالن آسیا ۲۰۱۷
گلیج در رقابت‌های وزن ۹۷ کیلوگرم بازی‌های آسیایی داخل سالن و هنرهای رزمی ۲۰۱۷ در عشق‌آباد، ترکمنستان در دور نخست ۸ بر یک چائوکیانگ یانگ از چین را برد و سپس با نتیجهٔ ۴ بر یک نوراحمد احمدی از افغانستان را از پیش رو برداشت و راهی دور نیمه‌نهایی شد. گلیج در این مرحله با امتیاز فنی عالی (۱۴ بر ۳) از سد یوسوف ملیجایف از ترکمنستان گذشت و راهی دیدار پایانی شد و رستم اسکندری را ۱۰–۰ شکست داد و موفق به کسب مدال طلا شد.

### قهرمانی زیر ۲۳ سال جهان ۲۰۱۷
گلیج در نخستین دورهٔ رقابت‌های قهرمانی زیر ۵۰ سال جهان که در آرتگو آرنا، بیدگوشچ، لهستان برگزار شد توانست گئورگی نوگایف از اسلواکی، کاراس از رومانی و رسول ماگموداف از روسیه را شکست دهد و به دور نیمه‌نهایی برسد. گلیج در نیمه‌نهایی ۸ بر ۴ مورازی مچیدلیدزه از اوکراین را از پیش رو برداشت و در رقابت پایانی نیز دزیانیس خرامیانکوف از کشور بلاروس را با امتیاز فنی عالی (۱۰ بر صفر) شکست داد و عنوان قهرمانی را از آن خود کرد.

### قهرمانی آسیا ۲۰۱۸
مجتبی گلیج در مسابقات قهرمانی آسیا ۲۰۱۸ در بیشکک، قرقیزستان در دور نخست استراحت کرد و در دور دوم مقابل مامد ابراگیم‌اف از قزاقستان با نتیجهٔ ۴ بر صفر پیروز شد و در سومین رقابت خود توانست کیم جائه-گانگ از کره جنوبی را با امتیاز فنی عالی (۱۱–۰) مغلوب کند و به رقابت پایانی راه پیدا کند. گلیج در دیدار نهایی برابر ماگومد ابراگیموف دارندهٔ مدال برنز المپیک ۲۰۱۶ با حساب ۵ بر ۳ شکست خورد و به نشان نقره رسید.

### قهرمانی زیر ۲۳ سال جهان ۲۰۱۸
گلیج در ۲۲ اکتبر ۲۰۱۸ در مسابقات قهرمانی جهان که در بوداپست به انجام رسید با امتیاز فنی عالی (۱۰–۰) برابر اصلان‌بک آلبروف از جمهوری آذربایجان و دارندهٔ مدال برنز جهان مغلوب شد. آلبروف نیز در رقابت یک‌چهارم نهایی مقابل الیزبار اودیکادزه از گرجستان با نتیجهٔ ۴ بر ۳ مغلوب شد و با باخت او گلیج نیز از دور مسابقات حذف شد.

### قهرمانی زیر ۲۳ سال جهان ۲۰۱۹
گلیج در سال ۲۰۱۹ برای دومین بار در وزن ۹۷ کیلوگرم رقابت‌های زیر ۲۳ سال جهان شرکت کرد و این بار هم قهرمان مسابقات شد. وی در این تورنمنت ابتدا ۱۱ بر صفر لوکاس کراساسکاس از لیتوانی را شکست داد و سپس برابر گی وی ماتچاراشویلی از گرجستان با امتیاز ۸ بر ۶ پیروز شد و به جمع چهار نفر برتر راه یافت. گلیج در این مرحله با نتیجهٔ ۸ بر ۲ از سد دزیانیس خرامیانکوف از بلاروس گذشت و در دیدار نهایی نیز شامیل موسی‌اف از روسیه را ۸ بر ۲ مغلوب کرد و همانند سال ۲۰۱۷ به مدال طلای رقابت‌ها دست یافت.

### قهرمانی آسیا ۲۰۲۰
در مسابقات ۲۰۲۰ آسیا گلیج در دور نخست با نتیجهٔ ۱۱ بر صفر اولزیسایخان باسانتسوجت از مغولستان را مغلوب کرد و سپس مقابل علیشیر یرگالی از قزاقستان با نتیجهٔ ۶ بر ۴ پیروز شد و به جمع چهار نفر برتر راه یافت. گلیج در این مرحله با نتیجهٔ ۱۲ بر ۲ ماگومد موسی‌اف از قرقیزستان را مغلوب کرد و به دیدار پایانی راه یافت و در این دیدار توانست با امتیاز فنی عالی (۱۰–۰) ساتیوارت کادیان از هند را شکست دهد و برای نخستین بار قهرمان آسیا لقب بگیرد.

### قهرمانی جهان ۲۰۲۱
در وزن ۹۷ کیلوگرم مجتبی گلیج در دور نخست با نتیجه ۴ بر صفر الیزبار اودیکادزه از گرجستان را مغلوب کرد. وی در دور بعد با نتیجه ۱۰ بر صفر رادو لفتر از مولداوی را از پیش رو برداشت و راهی مرحله یک چهارم نهایی شد. وی در این مرحله با نتیجه ۶ بر ۱ علیشیر یرگالی دارنده مدال نقره آسیا از قزاقستان را شکست داد و راهی مرحله نیمه نهایی شد. گلیج در این مرحله به مصاف کایل اسنایدر قهرمان المپیک و جهان از آمریکا رفت اما در یک کشتی نزدیک و با اشتباه خودش با نتیجه ۳ بر ۲ مغلوب شد و به دیدار رده‌بندی رفت. حریف وی در این دیدار اولزیسایخان باتزول دارنده مدال نقره آسیا از مغولستان را با نتیجه ۱۰ بر صفر از پیش رو برداشت و به مدال برنز دست یافت.

### بازی‌های همبستگی اسلامی ۲۰۲۱
در وزن ۹۷ کیلوگرم مجتبی گلیج در دور نخست با نتیجه ۱۰ بر صفر بایسال کوباتوف از قرقیزستان را مغلوب کرد. وی در دور بعد با نتیجه ۱۰ بر صفر رحمان جان ماحمدبکوف از تاجیکستان را از پیش رو برداشت و راهی مرحله نیمه نهایی شد. وی در این مرحله مقابل محمد ابراهیمف از با نتیجه ۱۳ بر ۲ به پیروزی رسید و راهی دیدار فینال شد. گلیج در این دیدار در حالی که با نتیجه ۲ بر صفر از مصطفی سیسیز از ترکیه پیش بود با توجه به مصدومیت این کشتی‌گیر، به پیروزی رسید و به مدال طلا دست یافت.

### قهرمانی آسیا ۲۰۲۳
در وزن ۹۷ کیلوگرم مجتبی گلیج در دور اول با نتیجه ۱۲ بر صفر اولزیسایخان باسانتسوگت از مغولستان پیکار را مغلوب کرد. وی در دور بعد و در مرحله یک چهارم نهایی با نتیجه ۱۱ بر صفر مقابل مصاف تاکاشی ایشیگورو از ژاپن به پیروزی رسید و به مرحله نیمه نهایی راه یافت. وی در این مرحله مقابل احمد تاژدینوف از بحرین با نتیجه ۱۳ بر ۸ مغلوب شد و به دیدار رده بندی رفت. گلیج در این دیدار با نتیجه ۱۱ بر صفر بکزاد اورکیمبای از قزاقستان را شکست داد و به مدال برنز رسید.

### بازی‌های آسیایی ۲۰۲۲
در وزن ۹۷ کیلوگرم مجتبی گلیج در دور اول با نتیجه ۱۳ بر ۷ مقابل محمد ابراهیم‌اف از ازبکستان به پیروزی رسید. وی در دور بعد با نتیجه ۴ بر ۲ گانباتار گانخویاگ از مغولستان را مغلوب کرد و به مرحله نیمه نهایی راه یافت. وی در این مرحله با نتیجه ۳ بر ۱ از سد علیشیر یرگالی از قزاقستان گذشت و به دیدار فینال راه یافت. گلیج در مرحله فینال به مصاف احمد تاژدینوف بحرینی رفت که این دیدار با نتیجه ۶ بر یک به سود حریف بحرینی به پایان رسید و به نشان نقره این مسابقات رسید.